# Domenico Brigaglia
Domenico Brigaglia (Sassari, 12 juni 1958) is een Italiaans voormalig motorcoureur. Hij is eenmalig Grand Prix-winnaar in het wereldkampioenschap wegrace.

## Carrière
Brigaglia maakte in 1982 zijn internationale motorsportdebuut in de 125 cc-klasse van het wereldkampioenschap wegrace, waarin hij op een MBA reed. Zijn beste resultaat was dat jaar een zesde plaats in Finland en hij werd met 14 punten zestiende in het kampioenschap. In 1983 reed hij enkel in de Grand Prix der Naties, waarin hij achttiende werd. In 1984 reed hij een volledig seizoen en kwam hierin enkel in de seizoensfinale in San Marino tot scoren. Met 5 punten werd hij achttiende in de eindstand. In 1985 behaalde hij zijn eerste podiumfinish in Spanje en werd zo met 45 punten zesde in het klassement.
In 1986 stapte Brigaglia over naar een Ducados-MBA. Hij behaalde een podiumplaats in Spanje, voordat hij in België zijn enige Grand Prix won. Vervolgens behaalde hij nog podiumfinishes in Groot-Brittannië en Zweden. Met 80 punten werd hij achter Luca Cadalora en Fausto Gresini derde in het kampioenschap. In 1987 reed hij op een Moto AGV en behaalde hij podiumplaatsen in Spanje, Zweden en Portugal. Met 58 punten werd hij vierde in de eindstand, achter Gresini, Bruno Casanova en Paolo Casoli.
In 1988 stapte Brigaglia binnen het WK 125 cc over naar een Gazzaniga. Hij behaalde een podiumplaats in Groot-Brittannië en werd met 69 punten vijfde in het klassement. In 1989 nam hij deel op een Garelli, waarin een zesde plaats in Groot-Brittannië zijn beste resultaat was. Met 34 punten werd hij veertiende in de eindstand. In 1990 reed hij voor Honda drie races. Twee dertiende plaatsen in de Grand Prix der Naties en de TT van Assen waren zijn beste resultaten. Zodoende eindigde hij met 6 punten op plaats 31 in het kampioenschap. Na dit seizoen stopte hij als motorcoureur en ging hij als monteur aan de slag; zo werkte hij onder meer voor Pierfrancesco Chili in het wereldkampioenschap superbike.